# Hervey Allen
Hervey Allen (Pittsburgh, 8 dicembre 1889 – Coconut Grove, 28 dicembre 1949) è stato uno scrittore statunitense.
Dopo essersi laureato si recò in Europa, dove combatté nella prima guerra mondiale. Finita la guerra, tornò negli Stati Uniti e si dedicò alla scrittura di romanzi.
Pubblicò anche una biografia di Edgar Allan Poe e curò più di un'edizione delle sue opere.

## Opere

### Romanzi
- Wampum and Old Gold, 1921.
- Carolina Chansons, 1922.
- Anthony Adverse, 1933.
- Action at Aquila, 1938.
- The Forest and the Fort, 1943.
- Bedford Village, 1944.
- Toward the Morning, 1948.
- The City in the Dawn, 1949.

### Altro
- Israfel: The Life and Times of Edgar Allan Poe, 2 voll., New York, George H. Doran, 1926.

## Traduzioni italiane
- Antonio Adverse (Anthony Adverse), a cura di Claudio Serena, Milano, A. Mondadori, 1937.
- La cavalcata del colonnello Franklin: romanzo (Action at Aquila), Traduzione di Alessandra Scalero, Milano, A. Mondadori, 1939.
- Il forte e la foresta: romanzo (The Forest and the Fort), Unica traduzione autorizzata di Aldo Valori, Milano-Roma, Jandi Sapi, 1946.